# Architettura AX
L'architettura AX (Architecture eXtended) era una iniziativa giapponese iniziata circa nel 1986 affinché i personal computer potessero gestire il testo giapponese a doppio-byte attraverso dei chip hardware appositamente progettati. La particolarità era che permettevano al PC di mantenere la compatibilità con il software sviluppato per i PC IBM stranieri. Fu sviluppato da un consorzio che includeva Sony, Hitachi, Sharp, Oki, Casio, Canon, Kyocera, Sanyo, Mitsubishi, ecc., e clamorosamente escludendo NEC, Toshiba e Fujitsu (che erano i leader di mercato e quindi i "nemici da combattere").
Per mostrare i caratteri Kanji con sufficiente chiarezza, le macchine AX avevano monitor e schede grafiche JEGA con una risoluzione di 640x480 piuttosto che la EGA a 640x350, la quale era lo standard predominante in quel momento. Gli utenti potevano tipicamente saltare tra le modalità inglese e giapponese digitando 'jp' o 'us'; così facendo veniva anche attivato un apposito metodo di input (in inglese Input Method Editor o IME) che abilitava l'utente all'inserimento dei caratteri giapponesi.
L'architettura AX venne più tardi superata dal DOS/V di IBM, che raggiungeva gli stessi scopi attraverso un metodo unicamente software; questo fu possibile grazie al miglioramento delle capacità dei PC standard riguardo a memoria, velocità ecc.